# Biometria
Biometria – nauka zajmująca się badaniem zmienności populacji organizmów. Wyniki pomiarów biometrycznych po opracowaniu metodami statystyki matematycznej wykorzystywane są, między innymi w antropologii, fizjologii, genetyce, hodowli, medycynie, paleontologii.

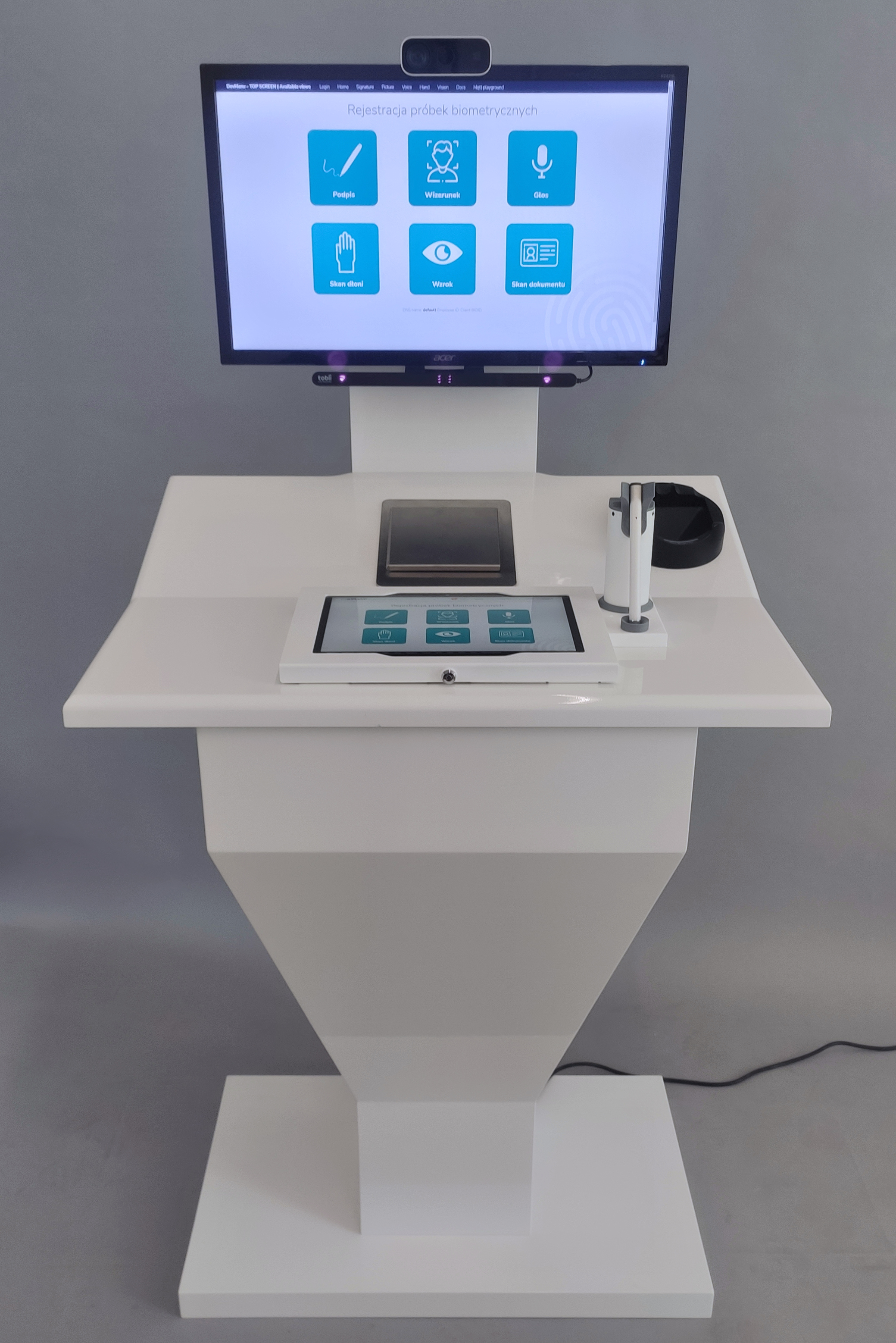
Wyspa biometryczna umożliwiająca uwierzytelnianie biometryczne przy pomocy badania wizerunku twarzy 2D i 3D, brzmienia głosu oraz weryfikacji odręcznego podpisu dynamicznego

Biometria to również technika dokonywania pomiarów istot żywych. W najnowszych zastosowaniach ukierunkowana jest na metody automatycznego rozpoznawania ludzi na podstawie ich cech fizycznych. Przykładem urządzeń do pomiarów biometrycznych, na podstawie których można identyfikować konkretne osoby, jest system rozpoznawania tęczówki rejestrujący obraz tęczówki.
Biometryczne metody badają cechy fizyczne (np. tęczówka, siatkówka (dno oka), linie papilarne, układ naczyń krwionośnych na dłoni lub przegubie ręki, kształt dłoni, kształt linii zgięcia wnętrza dłoni, kształt ucha, twarz, rozkład temperatur na twarzy, kształt i rozmieszczenie zębów, zapach, DNA itp.), jak też i cechy behawioralne, tzn. związane z zachowaniem (np. sposób chodzenia, podpis odręczny, ale też pisząc na klawiaturze komputera, głos, a nawet można wpisać tu sposób reakcji mózgu, fala P300, na pewne znane informacje-bodźce). Fala P300 jest reakcją mózgu powstającą w czasie 300 milisekund od bodźca. Jest ona charakterystyczna dla każdego człowieka. Biometryczne techniki w praktycznych zastosowaniach zajmują się przede wszystkim weryfikacją osób (porównują uzyskane cechy z zapisaną wcześniej próbką, czyli dokonuje się wyboru jednego z wielu i weryfikuje), a w mniejszym stopniu ich identyfikacją, kiedy to uzyskane z pomiaru cechy należy porównać z każdą zapisaną w bazie próbką.
Ważnymi wadami metod biometrycznych są fakty, że nie u wszystkich osób dana cecha funkcjonuje w stanie możliwym do jej pomiaru oraz że prawie wszystkie cechy ulegają zmianom w trakcie życia.
Niektóre zmiany (choroby) w obrębie oczu mają wpływ na skuteczność metod biometrycznych bazujących na wzorcu siatkówki i tęczówki. Skanowanie biometryczne oparte na wzorcu siatkówki oka zaburzają schorzenia naczyń tej tkanki (odwarstwienie, zator tętnicy i zakrzep żyły środkowej siatkówki). Z kolei biometrię opartą na wzorcu tęczówki oka zaburzają stany patologiczne powodujące jej znaczne przesłonięcie i deformację (np. guzy i obecność ropy). Wzorca tęczówki nie zaburza natomiast krew w komorze przedniej, wcześniejsze operacje jaskry oraz zaćma.

## Zastosowanie biometrii

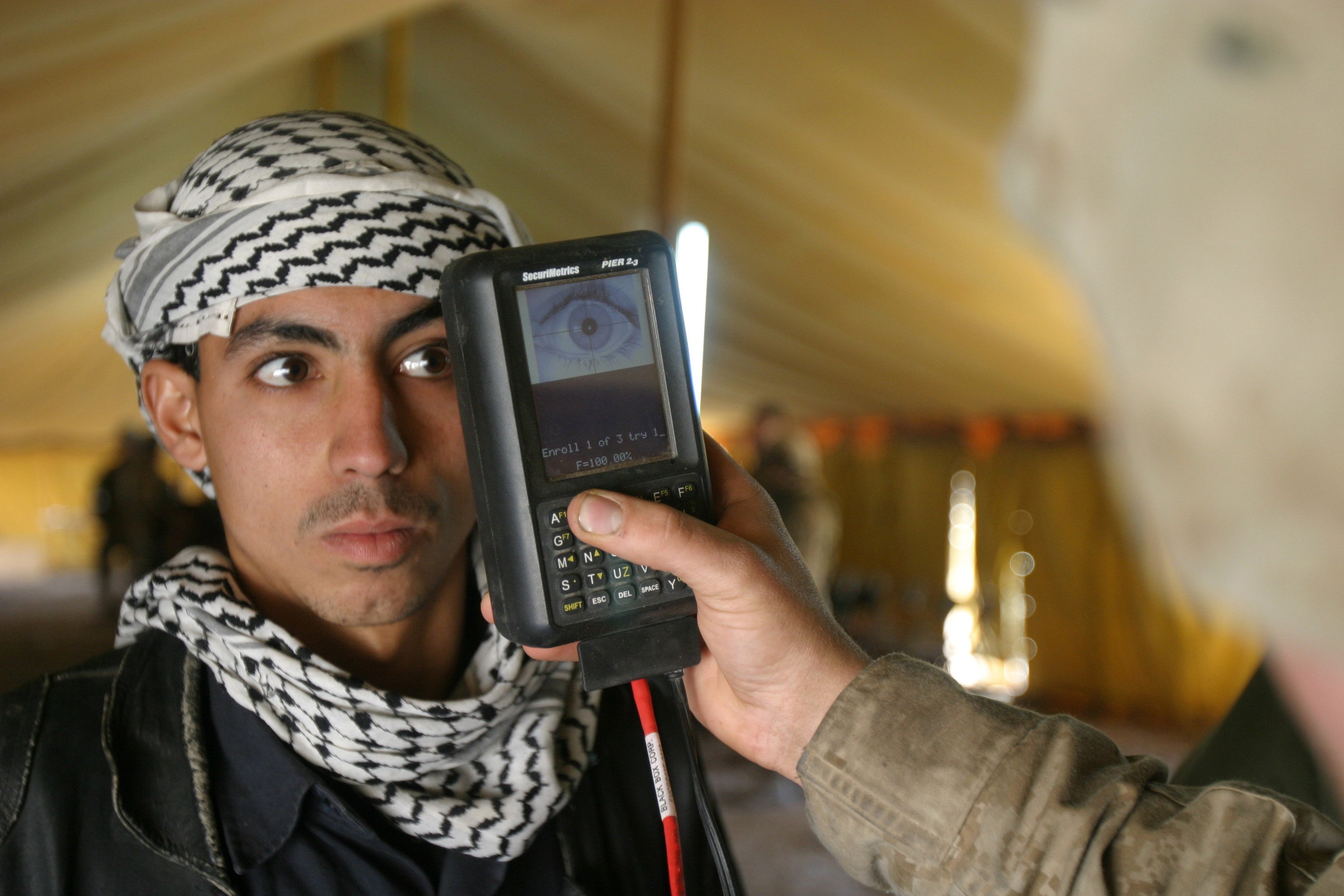
Rozpoznawanie tęczówki

Biometria wykorzystywana jest przede wszystkim jako sposób kontroli dostępu do chronionych pomieszczeń lub autoryzacji użytkowników korzystających z określonych danych, programów czy urządzeń. Podstawową jej funkcją jest więc uniemożliwianie realizacji nieautoryzowanego dostępu do bankomatów, komputerów osobistych, sieci komputerowych, telefonów komórkowych, domowych systemów alarmowych, zamków drzwiowych, kart procesorowych itp. Ponadto w obiektach użyteczności publicznej i firmach, systemy biometryczne wspomagają wyszukiwanie miejsca pobytu wybranych osób oraz rejestrację czasu pracy.
Trwają badania nad wykorzystaniem behawioralnych metod biometrycznych, w realizacji kontroli logicznej uczestników niestacjonarnych sesji egzaminacyjnych, analizujących dynamikę pisania na tablecie graficznym, wykonywania podpisu odręcznego czy metody oparte na dynamice pisania na klawiaturze. Ponadto głównie ze względów bezpieczeństwa, część krajów wprowadziła rozwiązania biometryczne na granicach, a część prowadzi zaawansowane prace nad takim zastosowaniem biometrii. Jednak nawet te państwa, które do tej pory nie były zbytnio zainteresowane takimi rozwiązaniami, będą zobligowane do ich wprowadzenia, ze względu na plany budowy, w niedalekiej przyszłości, ogólnoświatowego systemu danych biometrycznych (wykorzystującego dane policyjne, administracyjne itp. z poszczególnych krajów dla realizacji wspólnych celów).
Rozwiązania biometryczne działają już z powodzeniem m.in. na lotniskach w Stanach Zjednoczonych czy w Australii. Ta ostatnia zdecydowała się na zastosowanie systemu rozpoznawania twarzy (o nazwie Smart Gate), który działa równolegle z tradycyjnymi punktami odprawy paszportowej. Odprawa z zastosowaniem czytnika twarzy trwa jedynie 6 sekund i jest niezwykle popularna, toteż obecnie 98% osób przekraczających australijską granicę wybiera właśnie biometryczną odprawę zamiast klasycznej. Podobny system oparty na rozpoznaniu twarzy chce także rozwijać Francja. Z kolei Wielka Brytania postawiła na rozwiązania odczytujące tęczówkę. System opracowywany w Wielkiej Brytanii ma pozwolić na skrócenie czasu odpraw paszportowych z 2 minut do 20 sekund, przy jednoczesnym zwiększeniu bezpieczeństwa.
Poza kontrolą dostępu, rejestracją czasu pracy czy autoryzacją użytkowników, czyli zastosowaniami głównie dla celów bezpieczeństwa, biometria jest wykorzystywana również w medycynie m.in. do wykrywania nieprawidłowości sposobu chodzenia i wczesnych objawów choroby Alzheimera, a także do projektowania przyrządów ortopedycznych i protetycznych.
Techniki biometryczne są obecnie jednym z najbardziej dynamicznie rozwijających się działów teleinformatyki. W przyszłości należy przewidywać duży wzrost praktycznych zastosowań biometrii. W Polsce rozwój biometrii obserwujemy w szczególności w obszarze bankowości, gdzie biometria wykorzystywana jest w procesach autoryzacji użytkowników systemów bankowych. 